# 李哲 (朝鮮の音楽家)
李 哲（イ・チョル、이철、日本名：靑山哲（あおやま ひかり）、1903年6月9日 - 1944年6月20日）は、日本統治時代の朝鮮の起業家、音楽家、作詞家、作曲家、サクソフォーン奏者、トランペット奏者であり、朝鮮におけるレコード事業と芸能事業の先駆者とされる。兒名は李億吉（イ・オッキル、이억길）。延禧専門学校在学中、玄暎運の次女だった玄松子と不倫関係になり危機に陥ったが、玄松子の人脈でレコード事業に飛び込んで成功した。本貫は全州で、忠清南道の出身であった。

## 生涯

### 恵まれない生い立ち
忠清南道公州に生まれた彼は、19歳で父を亡くし、親戚のおじにあたる李寅奎（이인규）の養子となった。培材高等普通学校（後の培材高等学校）を卒業して延禧専門学校商科に進学した。
家庭の事情は難しかったが、養父である李寅奎の全面的な後援の下で、延禧専門学校商科に通いながら尹心悳（ユン・シムドク）と出会って親しくなり、その後、後に自分の妹の夫となったキム・ソンフム（）に出会った。二人は延禧専門学校の楽隊部で一緒に活動し、李哲は楽隊部のリーダーとしても活躍した。学生時代は、新聞配達などをして苦学しながら、ジャズバンドでサクソフォーンなどを演奏していたという。
しかし、延禧専門学校を中退した後は、楽器を扱う趣味を活かし、1924年から映画館でサクソフォーンやトランペットを演奏する楽士として勤務した。
彼は楽士として働きながら、音楽書籍を専門的に発行する白薔薇社（백장미사）を経営したり、夫人と一緒にレコード卸売商を運営した。李哲の妻は、裵貞子の最初の夫であった玄暎運の次女である玄松子であった。

### 不倫と機会
玄暎運の娘である玄松子は、大韓帝国当時、学部学務局長を務めた尹致旿の後妻として嫁いだが、李哲との不倫で離婚された後、教会から追われた。
李哲は、延禧専門学校への入学直前に、同じ教会の信徒として玄松子に初めて出会った。玄松子は、大韓帝国の上級官僚の娘であり、最後の皇帝である純宗の皇后（純貞孝皇后）を輩出して社会的影響力が相当に強かった尹氏一族に嫁いでおり、抜きん出た美貌と日本留学経験ももった、当時の社交界の有名人でもあった。
4歳年上で、夫までいる玄松子と李哲が、互いに交友ではなく異性として感じるようになった過程は細かくは分からないが、二人の秘密の愛は1930年には、結局世間に知られてしまった。李哲と玄松子は、共に教会と学校から追い出され、一世一代の危機を迎えた。
しかし、玄松子は「トロイカ（트로이카）」という名の酒場を運営し、李哲と再婚する。以後、新しい夫となった李哲の音楽事業を積極的に助けた。
李哲は玄松子の力で機会を得た。玄松子は李哲がこれまで積み重ねてきた音楽関連の経歴を考慮し、日本留学時代の人脈を総動員して彼が日本のレコード会社の朝鮮における支店を運営できるよう手配した。その結果、李哲のオーケーレコードが、1933年に世に出ることとなった。

### レコード事業
1930年代には、京城府でレコード制作会社としてオーケーレコードを設立し、日本の帝国蓄音機商会と関連を結んだが、同社は朝鮮人が設立し、独自に運営した最初のレコード会社と評価されている。オーケーレコードには、キム・ソンフム（김성흠）も技術的な支援を与えて参加した。
李哲はレコードの発売だけでなく、専属芸能人たちを公演に活用できるように「朝鮮楽劇団（조선악극단）」を設立、運営して、韓国の大衆芸術史の草創期に芸能マネジメントの面で重要な役割を果たした。 高福壽、孫牧人、李蘭影、金貞九、南仁樹、李花子、張世貞、李寅権、趙鳴岩ら、数多くの人気歌手がいた。1935年に李蘭影の「木浦의 눈물（木浦の涙）」で社会現象を起こすなど、卓越した興行感覚で事業は成功していた。

### 後半生
1936年、オーケーレコードの本社にあたる日本の帝国蓄音器株式会社が、李哲から支社長の職位を奪い、文芸部長に降格させた。これをきっかけにレコード制作から手を引いた後、オーケグランドショー団（오케그랜드쇼단）、朝鮮楽劇団、新生楽団（신생악단）などを運営し、公演団の運営に専念した。また、芸能人の養成を目指してオーケー舞踊学院を創設した。
李哲は、帝国蓄音機という名称を嫌ってオーケーレコードと称するなど、反骨漢としての一面があり、朝鮮総督府の検閲に触れるきわどい公演をおこない、投獄されることもあったというが、他方では、羽織袴姿で朝鮮総督府に登庁し、南次郎総督に「内鮮一体」への全面協力を誓ってみせるなど、したたかな人物であった。
日本統治時代末期、太平洋戦争支援のために歌謡界が戦時歌謡を歌って公演しながら親日活動をした時には、オーケーレコードの人気歌手たちが加わった李哲の楽団も、朝鮮から満州、上海などを巡回して、人気を集めた。親日演劇と公演の地方巡回のために「朝鮮演劇文化協会（조선연극문화협회）」が組織され、李哲は移動劇団の第2代代表を務めた。1944年、満州公演中に健康が悪化し、帰国後に死去した。

## 死後の評価
2008年に発表された民族問題研究所の親日人名辞典収録予定者名簿音楽部門に含まれ、2009年に親日反民族行為真相糾明委員会が発表した『親日反民族行為705人名簿』にも含まれた。

## 家族関係
- 妻：玄松子
- 義父（妻の父）：玄暎運
- 義母（妻の母）：裵貞子

## 参考資料
- 강옥희,이영미,이순진,이승희. 식민지시대 대중예술인 사전. 서울: 소도. pp. 284~285. ISBN 9788990626264
- 이동순 (2003). “[발굴비화] 日帝시대「조국의 노래」를 지켜 냈던 이철의 삶과 예술 그리고 조국”. 월간조선 (7).
- 이준희 〈조선 가요계를 풍미한 마이더스의 손, 이철〉, 《보보담》